# Espace Killy

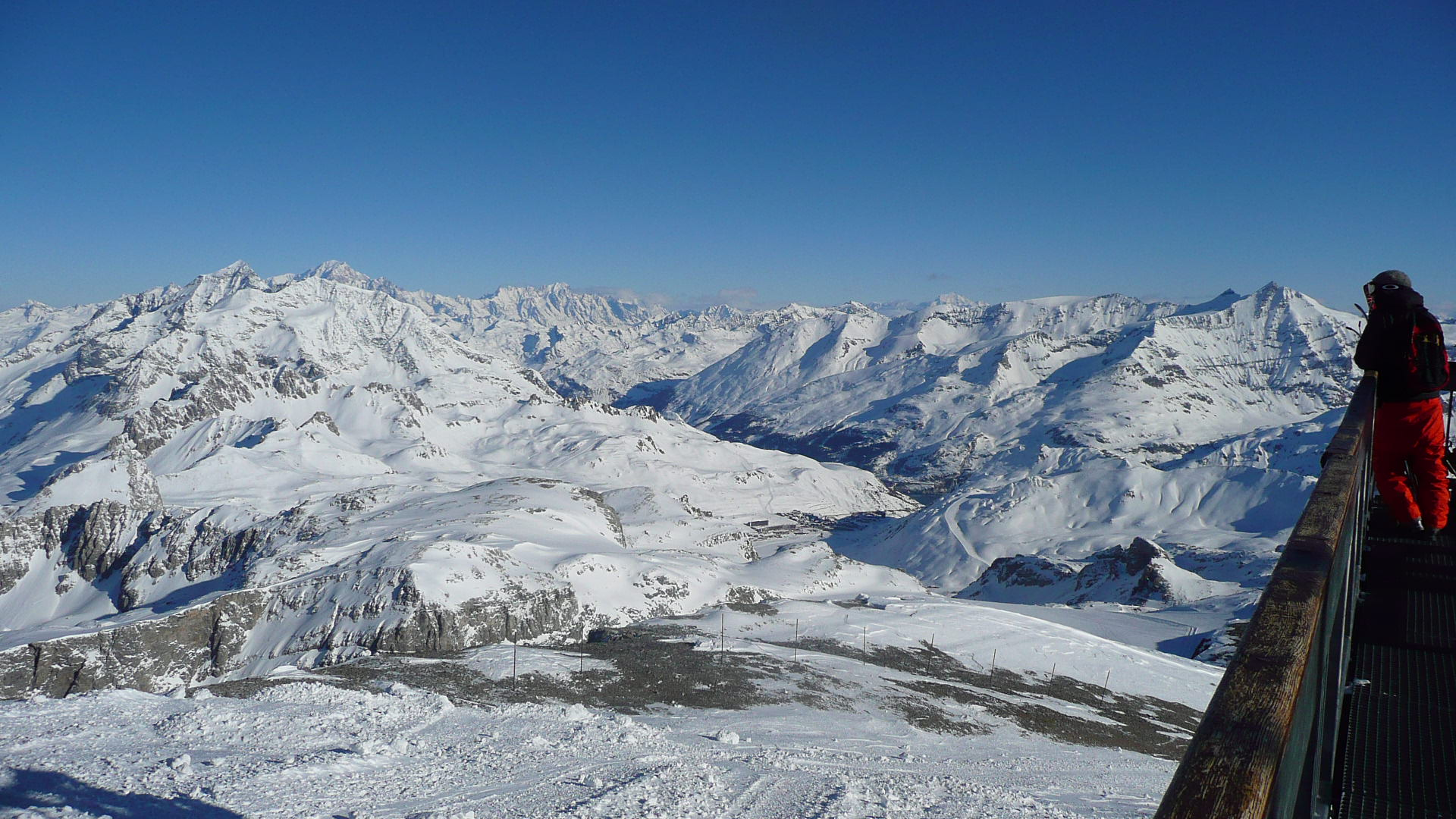

Espace Killy a neve Tignes és Val-d’Isère által alkotott nagy közös sírendszernek a Tarentaise-völgyben Savoie megyében, Franciaországban. A síterületet az 1968-as téli olimpiai bajnokáról, Jean-Claude Killyről nevezték el, aki Val-d'Isère-ben töltötte gyermekkorát. Itt rendezték meg az 1992. évi téli olimpiai játékok lesiklószámait.

## Jellemzői
A síterület 300 km-nyi sípályával rendelkezik, amelyből:
- 23 teljesen kezdő (zöld)
- 66 kezdő (kék)
- 40 középhaladó (piros)
- 27 haladó (fekete)

Ezen kívül található itt 44 km-nyi sífutópálya, 2 snowpark, 2 gleccser.
A liftek száma 89 darab, amiből:
- 2 hegyivasút
- 8 kabinos
- 45 ülőfelvonó
- 34 húzólift

A besíelhető magasságkülönbség 1930 méter (1550-3456 méter), 821 hóágyút telepítettek a pálya környékére és 10 000 hektáron lehet síelni.
A terep elsősorban az off-piste (pályán kívüli) síelésről híres, valamint a szép sziklaalakzatokról. A Tignes-i rész elsősorban a modern, nagy kapacitású szállodák világa, míg Val-d’Isère a történelmi hangulatú kisváros képét idézi. A Grand Motte gleccserén nyáron is lehet síelni, ekkor a terület jó 100 km-rel közelebb található hazánkhoz, mert a Col d' Iseran-hágó ilyenkor járható.
Az 1992. évi téli olimpiai játékok lesiklószámait is itt rendezték.